# Adam Bederski
Adam Bederski (ur. 5 maja 1893, zm. 1 czerwca 1961) – polski poeta, ekpresjonista.
Adam Bederski był synem Antoniego i Elżbiety z Brzeskich. Po ukończeniu gimnazjum studiował w latach 1912–1913 filozofię w Niemczech (najpierw w Berlinie, a następnie w Monachium) i od 1919 w Poznaniu. Interesował się w Niemczech nowymi prądami w sztuce niemieckiej i francuskiej. W czasie I wojny światowej członek tzw. Szeregów Narodowych (konspiracyjnej organizacji studentów uniwersytetu niemieckiego).
Debiutował w 1914 wierszem „Poema o człowieku zwykłe” na łamach krakowskiej „Krytyki”. Współpracował ze „Zdrojem” (1917–1920) i w kwietniu 1918 ogłaszał w imieniu młodych plastyków z poznańskiej grupy Bunt (działającej w latach 1918–1920) manifesty programowe (m.in. zawartych w wierszu „Czytelniku pobożny” z 1918) inicjujące przełom artystyczny. Reprezentował w „Zdroju” linię antymłodopolską i opowiadał się za kubistyczną odmianą ekspresjonizmu.   
Po rozpadzie grupy w roku 1920 porzucił twórczość literacką. Zamieścił w antologii „Brzask epoki. W walce o nową sztukę” swoje ostatnie utwory. Należał do spółki wydawniczej „Ostoja”. Pracował okresowo w poznańskiej Bibliotece Uniwersyteckiej, a później w Gdyni w Komisariacie Rządu oraz w starostwie powiatowym w Nowym Mieście nad Drwęcą. Starosta w Płońsku w latach 1923–1937, a następnie od 1 grudnia 1937 do 15 listopada 1938 pracował w Bratysławie w Konsulacie RP. Od 16 listopada 1938 miał przydział jako pracownik kontraktowy do Konsulatu Generalnego RP w Paryżu. Latem 1939 przebywał we Francji, a w połowie 1940 przeniósł się do Wielkiej Brytanii, gdzie zamieszkał na stałe w północnej Walii w Penrhos. Uczył tam w osiedlu polskim języka angielskiego. Zmarł 1 czerwca 1961. Żonaty z Zofią Skorną i miał syna Adama.